# Jet Li: Rise to Honor
Jet Li: Rise to Honor är ett actionspel från 2004 exklusivt för Playstation 2.

## Gameplay
Spelet är filmiskt utformad för att efterlikna en klassisk actionfilm, där vissa delar av spelet är uppdelat i olika scener. Spelets valmeny liknar som en DVD-film, där man väljer olika scener i spelet precis som en scen i en film. Skådespelaren Jet Li spelar som en hemlig Hongkong-polis vid namn Kit Yun som spelaren styr.
Spelat utspelar sig i Tredjepersonsvy, där spelaren använder den högra analoga spaken så att Kit Yun kan utföra raka slag mot fiender. Spelet innehåller också ett antal banor där Kit Yun använder skjutvapen med obegränsad ammunition. Under spelet så bygger spelaren upp en adrenalin-mätare, som spelaren kan frigöra för att utföra kraftfulla närstridsattacker. När man använder skjutvapen kan spelaren använda "slow motion Bullet-time" för att skjuta mot fienderna mer effektivt.